# Mercedes-Benz NG
 (octobre 2015).
Si vous disposez d'ouvrages ou d'articles de référence ou si vous connaissez des sites web de qualité traitant du thème abordé ici, merci de compléter l'article en donnant les références utiles à sa vérifiabilité et en les liant à la section « Notes et références ».
Le Mercedes Benz NG (Nouvelle Génération) est un camion produit par Mercedes-Benz de 1973 à 1988. En 1988, cette même année il sera remplacé par le SK.

## Caractéristiques

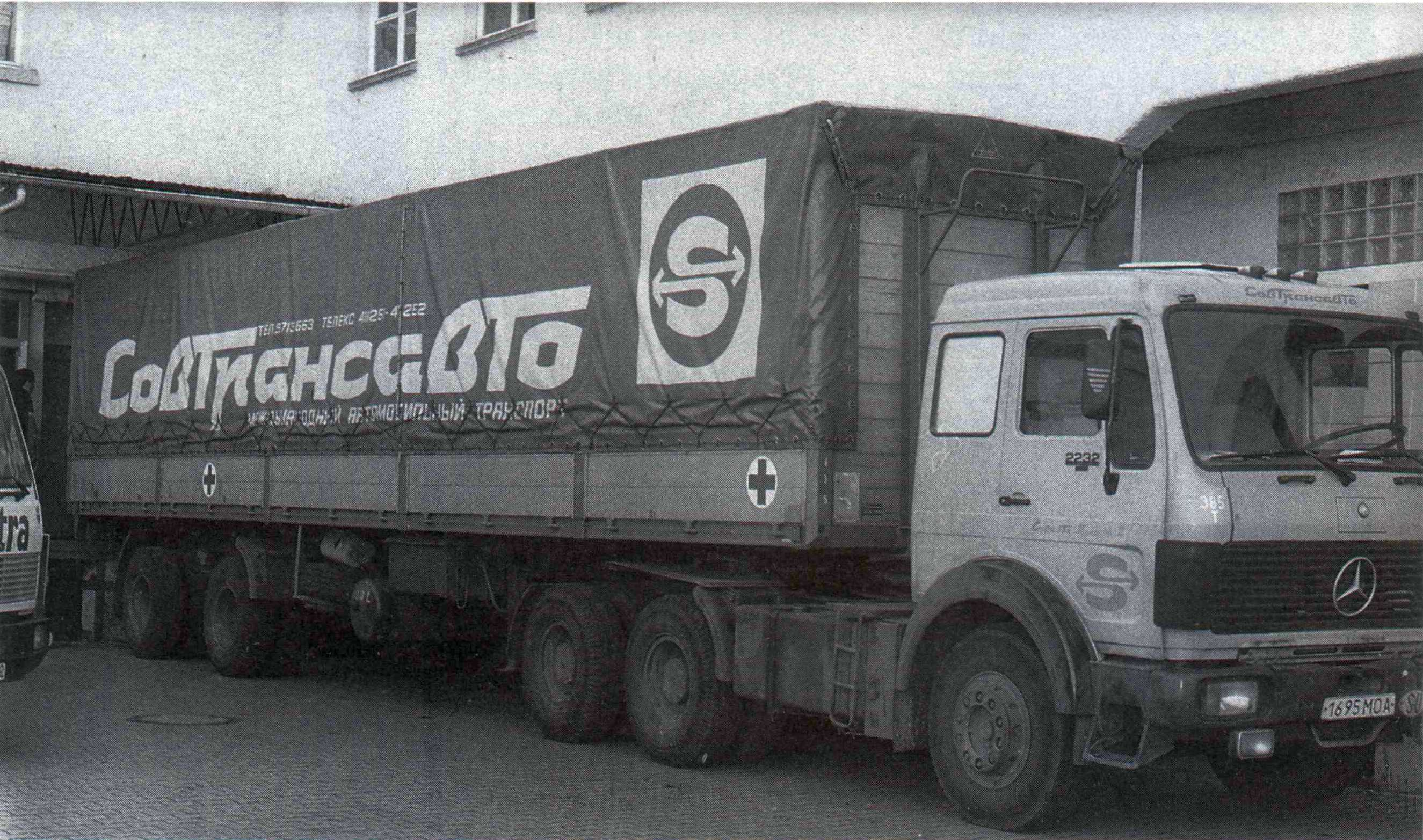
Mercedes-Benz NG 2232 - Tracteur routier avec sa remorque.

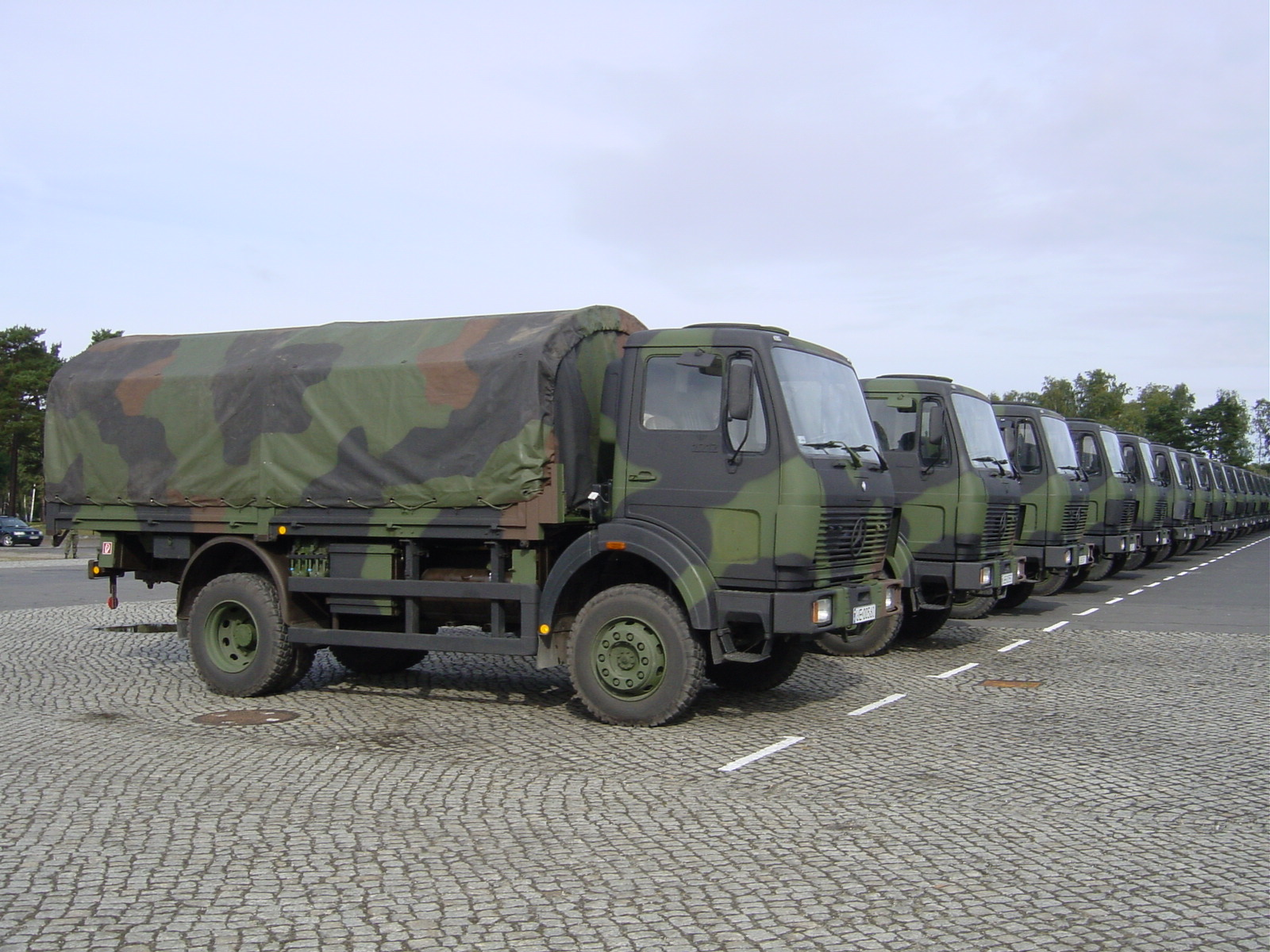